# Pyrota postica
Pyrota postica es una especie de coleóptero de la familia Meloidae.

## Distribución geográfica
Habita en México y Texas y Nuevo México en Estados Unidos.